# Îles du Salut
De Îles du Salut zijn een Franse eilandengroep voor de kust van Frans-Guyana. Die bestaat uit drie eilanden, Île Royale, Île Saint-Joseph en het kleinste maar het bekendste Île du Diable (Duivelseiland). De eilanden zijn van vulkanische oorsprong en liggen voor de kust ter hoogte van Kourou. Bestuurlijk horen ze echter bij de gemeente Cayenne. De eilanden zijn beschermd als natuurreservaat.

## Geschiedenis
Na de rampzalig afgelopen poging tot kolonisatie door de Fransen op het vasteland in 1763, werden de overlevenden tijdelijk ondergebracht op de eilanden. Het klimaat daar, zonder muggen, was gezonder dan op het vasteland. Later werd er een gevangenis gevestigd. Op de eilanden is er een installatie van het ruimtevaartcentrum in Kourou.

## Île Royale
Dit eiland is het meest westelijke en grootste van de drie eilanden. De noordzijde van het eiland is erg rotsachtig en de zee kent er een sterke deining. Er zijn nog verschillende restanten van het bagno op dit eiland, zoals het ziekenhuis en de kapel.

## Île Saint-Joseph
Dit eiland is het meest zuidelijke van de archipel. Hier kan men nog cellen zien waar gevangenen in afzondering werden opgesloten. Ook is er de oude begraafplaats voor bewakers van het bagno. Op het eiland is een rustkamp voor het Vreemdelingenlegioen ingericht.

## Duivelseiland
Dit is het kleinste eiland van de archipel dat erg moeilijk bereikbaar is vanuit zee.